# Lanai klarinétmadár
A lanai klarinétmadár (Myadestes lanaiensis) a madarak osztályának verébalakúak (Passeriformes) rendjébe és a rigófélék (Turdidae) családjába tartozó mára nagy valószínűséggel kipusztult faja.
Hawaii nyelven neve Olomaʻo.

## Rendszerezése
A fajt Scott Barchard Wilson brit ornitológus írta le 1891-ben, a Phaeornis nembe Phaeornis lanaiensis néven.

## Alfajai
- Myadestes lanaiensis lanaiensis (S. B. Wilson, 1891) - kizárólag Lanai szigetén fordult elő. Ez az alfaj mára biztosan kipusztult. Utolsó megfigyelése 1933-ban volt
- Myadestes lanaiensis rutha (Bryan, 1908) - Molokai szigetén él(t)
- Myadestes lanaiensis woahensis (A. Bloxam, 1899)[2]

## Előfordulása
Endemikus faj. Kizárólag a Hawaii-szigetekhez tartozó, Lanai, Maui és Molokai szigetein él(t). Természetes élőhelyei a szubtrópusi és trópusi síkvidéki és hegyi esőerdők.

## Megjelenése
Testhossza 18 centiméter. Hasonlít a Hawaii-szigetekre betelepített énekes álszajkóra (Garrulax canorus)

## Természetvédelmi helyzete
Az elterjedési területe rendkívül kicsi, egyedszáma  0-49 példány közötti. A Természetvédelmi Világszövetség Vörös listáján súlyosan veszélyeztetett fajként szerepel, de lehet, hogy már kihalt. Más őshonos madárfajokhoz hasonlóan a fajra veszélyeztető tényezők az élőhelyet jelentő erdők irtása, illetve a betelepített szúnyogok által terjesztett fertőző betegségek lehetnek.